# Медведев, Герман Иванович
Ге́рман Ива́нович Медве́дев (7 января 1936, Наро-Фоминск, Московская область, РСФСР — 21 февраля 2015, Иркутск, Российская Федерация) — советский и российский археолог, заведующий кафедрой археологии, этнологии, истории древнего мира Иркутского государственного университета, профессор, заслуженный деятель науки Российской Федерации.

## Биография
В 1957 году впервые принял участие в научной археологической экспедиции. Работал в краеведческом музее Иркутска.
В 1959 г. окончил исторический факультет Иркутского государственного университета.
В 1963 окончил аспирантуру.
С 1960 года возглавлял комплексную археологическую экспедицию ИГУ, проводил фундаментальные и охранные исследования археологических памятников Байкальской Сибири.
С 1963 г. преподаватель кафедры всеобщей истории, в том же году стал штатным преподавателем той же кафедры и руководителем созданной при кафедре студенческой научно-исследовательской лаборатории.
В 1968 г. защитил кандидатскую диссертацию по теме «Мезолит Верхнего Приангарья» в Институте археологии Академии наук СССР в Москве, а 1983 г. — докторскую диссертацию по теме «Палеолит Южного Приангарья».
С 1972 г. — доцент кафедры всеобщей истории, в 1974 г. избран заведующим кафедрой всеобщей истории Иркутского государственного университета. С 1986 г. — профессор по кафедре всеобщей истории.
В 1988 г. организовал в Иркутском государственном университете кафедру археологии и этнографии и с этого же года являлся её заведующим. В 1993 г. был назначен директором образованного при университете Центра международных гуманитарных программ впоследствии преобразованный в НИЦ «Байкальский регион». В том же 1993 г. при Центре была создана совместная Иркутская лаборатория археологии и палеоэкологии Института археологии и этнографии Сибирского отделения РАН — Иркутского государственного университета, которую он также возглавил, одновременно войдя в штат Института в должности главного научного сотрудника.
Являлся членом Президиума Иркутского научного центра Сибирского отделения РАН. Являлся членом редакционного совета журнала «Археология, этнография и антропология Евразия» Института археологии и этнографии Сибирского отделения РАН, редактором серии «Геоархеология. Этнология. Антропология» «Известий Иркутского государственного университета». Действительный член национального Географического общества США.
Автор значимых научных открытий, теоретических, методологических, учебно-методических и учебных разработок. Исследовал проблемы эпохи мезолита в истории ископаемого общества Сибири открыл комплексы изделий сибирских Homo erectus, местонахождения ранних Homo sapiens sapiens, им предложены оригинальные подходы и методы изучения древних технологий в Северной Евразии. Ведущий специалист в области палеолитоведения. Являлся автором более 5 коллективных монографий, две из которых изданы за рубежом. Эти труды являются основополагающими в изучении каменного века Байкальской Сибири.
Автор более 170 научных работ, в том числе опубликованных за рубежом (Китай, Япония, США, Великобритания).
Являлся действительным членом национального Географического общества США.

## Награды и звания
В 1999 г. учёному было присвоено почётное звание заслуженного деятеля науки Российской Федерации.